# Aesch (Bazylea-Okręg)
Aesch (gsw.  Ääsch) – gmina (niem. Einwohnergemeinde) w północnej Szwajcarii, w kantonie Bazylea-Okręg, w okręgu Arlesheim. 31 grudnia 2020 roku liczyła 10 314 mieszkańców.

## Współpraca
Miejscowości partnerskie:
- Porrentruy, Jura
- Unterschächen, Uri